# Jean Pierre François Bonet
Pour les articles homonymes, voir Bonet.
Jean Pierre François, comte Bonet, né le 8 août 1768 à Alençon et mort dans la même ville le 23 novembre 1857, est un général français de la Révolution et de l’Empire.

## Biographie

### Sous la Révolution et le Consulat
Jean Bonet est soldat dans le régiment de Boulonnais de 1786 à 1791. Soldat au moment de la Révolution française, sergent dans un bataillon de volontaires de son département, il est ensuite officier dans l’armée du Nord. Il passe par tous les grades et est nommé général de brigade. Blessé en 1793 à Hondschoote alors qu’il est capitaine, il y perd l’œil gauche. En 1794, il fait à l'armée de Sambre-et-Meuse, sous les ordres de Jourdan, les campagnes de 1794 et 1795, se signale au combat de la Chartreuse en Belgique, le 16 septembre 1794 et à toutes les affaires où il prend part. Il est promu au grade de général de brigade en 1794. Son nom apparaît dans les effectifs de l'armée des Pyrénées Orientales, en tant que général de brigade probablement dans la division d'Augereau.
Il fait avec la même distinction les campagnes d'Allemagne et d'Italie de 1796 à 1799. Sa conduite à la bataille de Hohenlinden, attire sur lui l'attention du premier Consul. Général de division, le 27 août 1803, il commande la 26e division d'infanterie à Aix-la-Chapelle et est envoyé au camp de Brest en 1804, sous les ordres d'Augereau.

### Général d'Empire
Il reste en non-activité jusqu'à la fin de 1807. Appelé alors au commandement d'Aranda, il se distingue surtout pendant la campagne de 1808 en Espagne. Il combat à Burgos en 1808, avant d’être gouverneur de Santander et commandant de la 2e division du 2e corps. Pendant les années suivantes, il combat à Santander, contre Juan Díaz Porlier dans les Asturies, à l'attaque de Celdessajoras, à Gijón, à la bataille des Arapiles, qui est livrée par Marmont, malgré les remontrances du général Bonet, enfin au combat de Penaranda, où il est blessé très grièvement. En 1811 il se déplace vers le sud à Astorga, sous Dorsenne. Il retourne dans les Asturies en novembre 1811. Il combat à Salamanque en juillet 1812 et est blessé. 
En 1813, le comte Bonet commande une division dans le corps de l'armée de Marmont, à la campagne d'Allemagne, il est avec la Grande Armée en Allemagne à Lützen, où il soutint plusieurs charges de cavalerie, à Bautzen le 8 mai, sur les hauteurs de Dohna, et le 10, dans la plaine de Tœplitz et à Dresde où il finit la campagne comme prisonnier de guerre. 
Il est commandant de plusieurs places en France à la fin de l’Empire. Le 20 mars 1815, Napoléon lui confie le commandement de Dunkerque. Après la bataille de Waterloo, Bonet reparut un moment sous le ministère du maréchal Gouvion-Saint-Cyr, et est appelé au commandement de la 13e division militaire à Rennes. À l'arrivée du duc de Feltre au ministère, Bonet rentre dans la vie privée et est mis à la retraite, le 16 février 1820.

### Au service du roi
Au commencement de 1831, Louis-Philippe Ier le nomme commissaire extraordinaire dans les 4e, 12e et 13e divisions militaires, lui confère, le 20 avril, la décoration de grand-croix de la Légion d'honneur, et le créé pair de France, le 19 novembre suivant. En 1832, il combat les insurgés en Vendée. 
Nommé cette même année président de la commission spéciale envoyée en Afrique, il en revient l'année suivante après avoir dignement rempli sa mission. Rentré dans le cadre de réserve, en 1835. Il prend sa retraite en 1848 avant de mourir neuf ans plus tard dans sa ville natale. 
Il a la réputation d’être un général énergique mais dur. Son nom figure sur l’arc de triomphe de l'Étoile, côté sud.

## Décorations
- Légion d'honneur[1] :
  - Légionnaire le 19 frimaire an XII (11 décembre 1803), puis,
  - Commandant de la Légion d'honneur le 25 prairial an XII (14 juin 1804), puis,
  - Grand officier de la Légion d'honneur le 26 novembre 1810), puis,
  - Grand-croix de la Légion d'honneur le 5 octobre 1840 avec effet rétroactif au 20 avril 1831.

## Titres

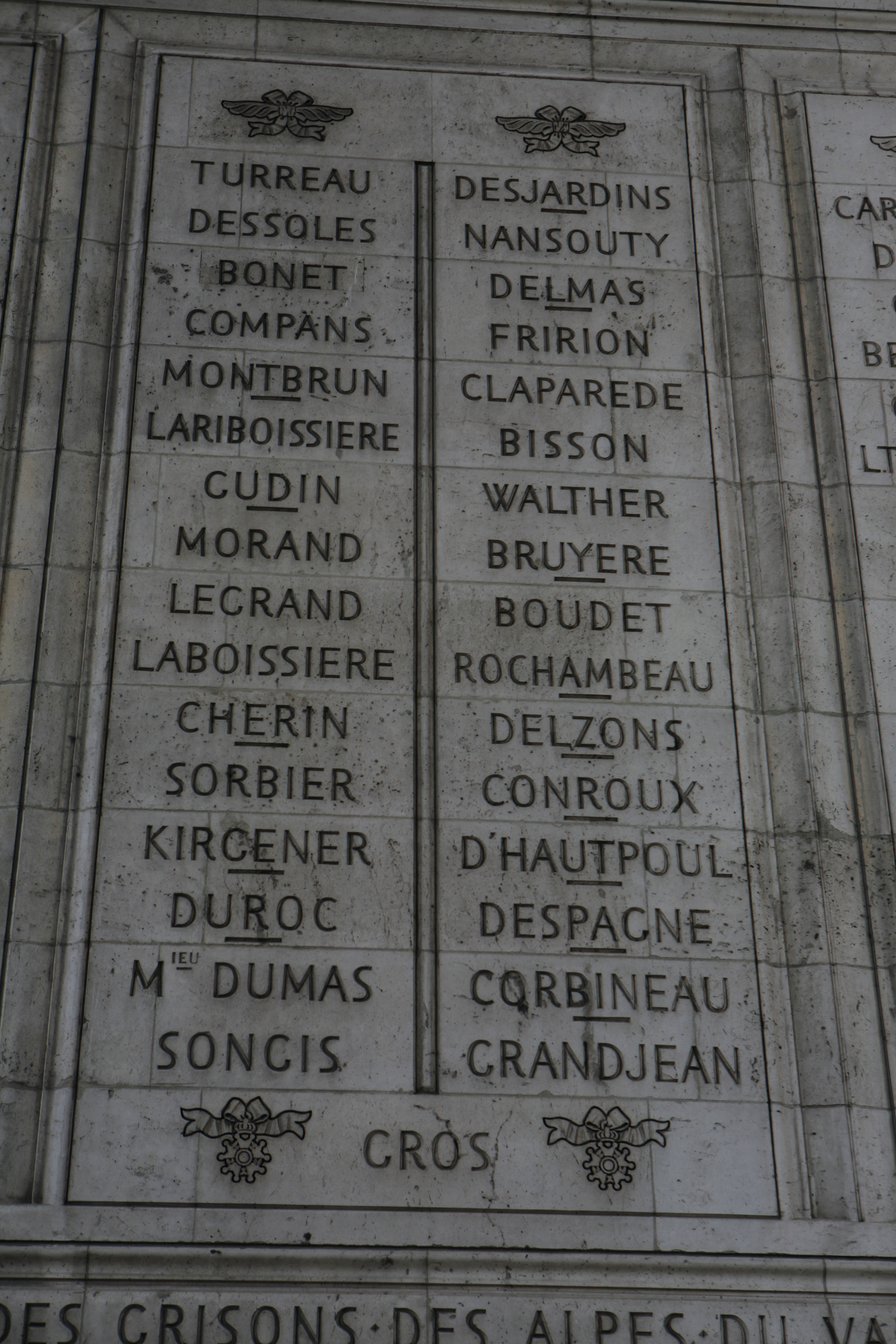
Noms gravés sous l'arc de triomphe de l'Étoile : pilier Est, 15e et 16e colonnes

- Comte de l'Empire le 2 mars 1811.

## Hommage
- Le nom de BONET est gravé au côté Est (15e colonne) de l’arc de triomphe de l’Étoile, à Paris.

## Autres fonctions
- Pair de France le 19 novembre 1831 ;
- Sénateur du Second Empire du 31 décembre 1852 jusqu'à sa mort le 23 novembre 1857.

## Armoiries
| Figure | Blasonnement |
|        | Armes du comte Bonet et de l'Empire Écartelé: au 1 du quartier des comtes militaires ; au 2, d'argent, à une tête d'aigle de sable, acc. de trois étoiles d'azur, 2 et 1 ; au 3, de gueules, à deux colonnes d'or, réunies par un listel d'argent, au 4, d'azur, à deux drapeaux d'argent, passés en sautoir. |